# エンシエロ
エンシエロ（スペイン語: encierro）は、祭礼などで牡牛の群れの前を人間が走る行為。前を走るのは人間だが、日本語では牛追いとも表記される。スペイン語のエンセラール（encerrar、囲う）という動詞に由来する。

## 特徴

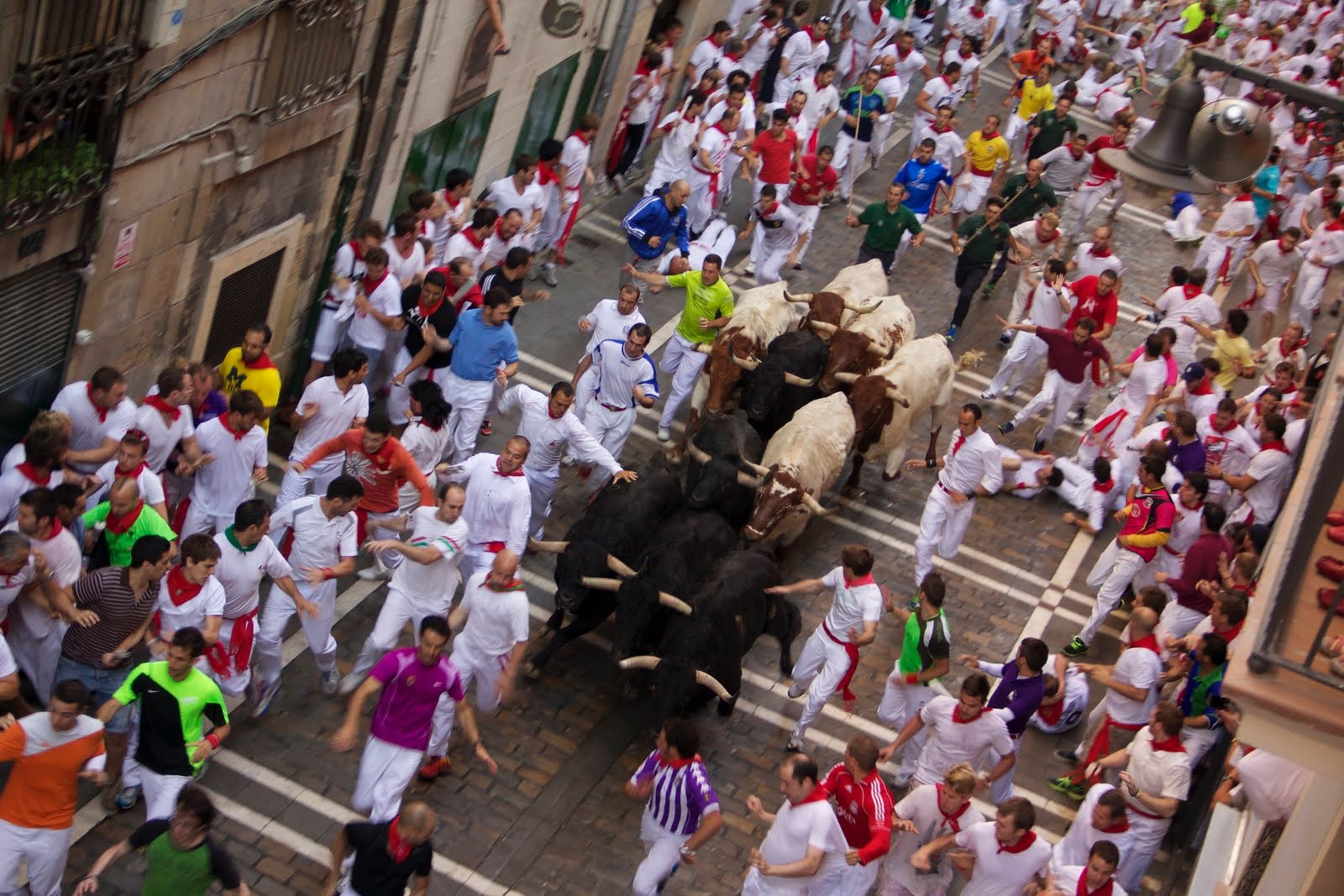
闘牛（黒色）と去勢牛（茶/白）からなる牡牛の群れ

エンシエロはスペインやラテンアメリカの多くの村（pueblo）やいくつかの都市（ciudad）での祝祭における伝統的な闘牛の慣習のひとつである。先頭牛に率いられたある一定の数の牡牛（toro）、若牡牛（novillo）、若牝牛（vaquilla）などの群れの前を走る。一般的に牛たちにより近いポジションで、牛と接触せずに走るのが優秀な走り手とされる。慣れていない走り手が躓いたり、混雑により走路が渋滞状態になることがこの祝祭行事における最大の危険である。
一般にエンシエロは、闘牛祭り期間の毎日午前に、一つの柵もしくは二重の柵が設置された市街地ルートで行われ、エンシエロの牛のうちの6頭の牡牛は午後に行われる闘牛に登場する牛である。
自治体によって走り手の年齢制限が定められている場合がある。例えばサン・セバスティアン・デ・ロス・レイジェスでは16歳以上と決められているが、一般的には年齢制限はない。
スペイン・ナバーラ州パンプローナのサン・フェルミン祭で行われるエンシエロがもっとも有名である。この行事は、牡牛が夜間を過ごした屋外の囲い場から闘牛場に輸送する必要性に由来する。パンプローナなどの町では、エンシエロに使用された6頭の牛が同日午後にパンプローナ闘牛場で行われる闘牛にも使用される。牡牛をルートに沿って誘導し、路地に入らないようにするため、エンシエロの開始前にはルートに木製または鉄製の柵が設置される。参加者が危険を感じた際に素早くルートから脱出できるように、柵が二重に設置されている個所もある。二重部分は人間が避難するのに十分な幅だが、牡牛は阻止できる程度に狭く作られる。

## 歴史
記録に残る最古のエンシエロは、1215年にカスティーリャ地方（現セゴビア県）のクエリャルで行われたものであり、夜明け前に牧童たちが牧場から村までの6.5kmを走ったとされている。牡牛を市場まで移動させる際、牛飼いは恐ろしく刺激的な方法を用いて牛を急がせた。この数年後、牛を速やかに移動させることは競技のひとつとなり、若者は追い抜かされることなく牡牛の前を走って牡牛を囲いに入れることに挑戦した。この習慣はやがて人気を増し、またスペインの都市人口が増加するとますます注目されるようになり、伝統となって今日に至っている。フランコ政権下ではエンシエロ自体が禁止されたが、民政移管期には闘牛をしのぐ人気となり、1982年には左派のスペイン社会労働党(PSOE)政権がフランコ時代の牛追い禁止令を廃止した。

## 事例

### ナバーラ州パンプローナ

#### エンシエロの進行

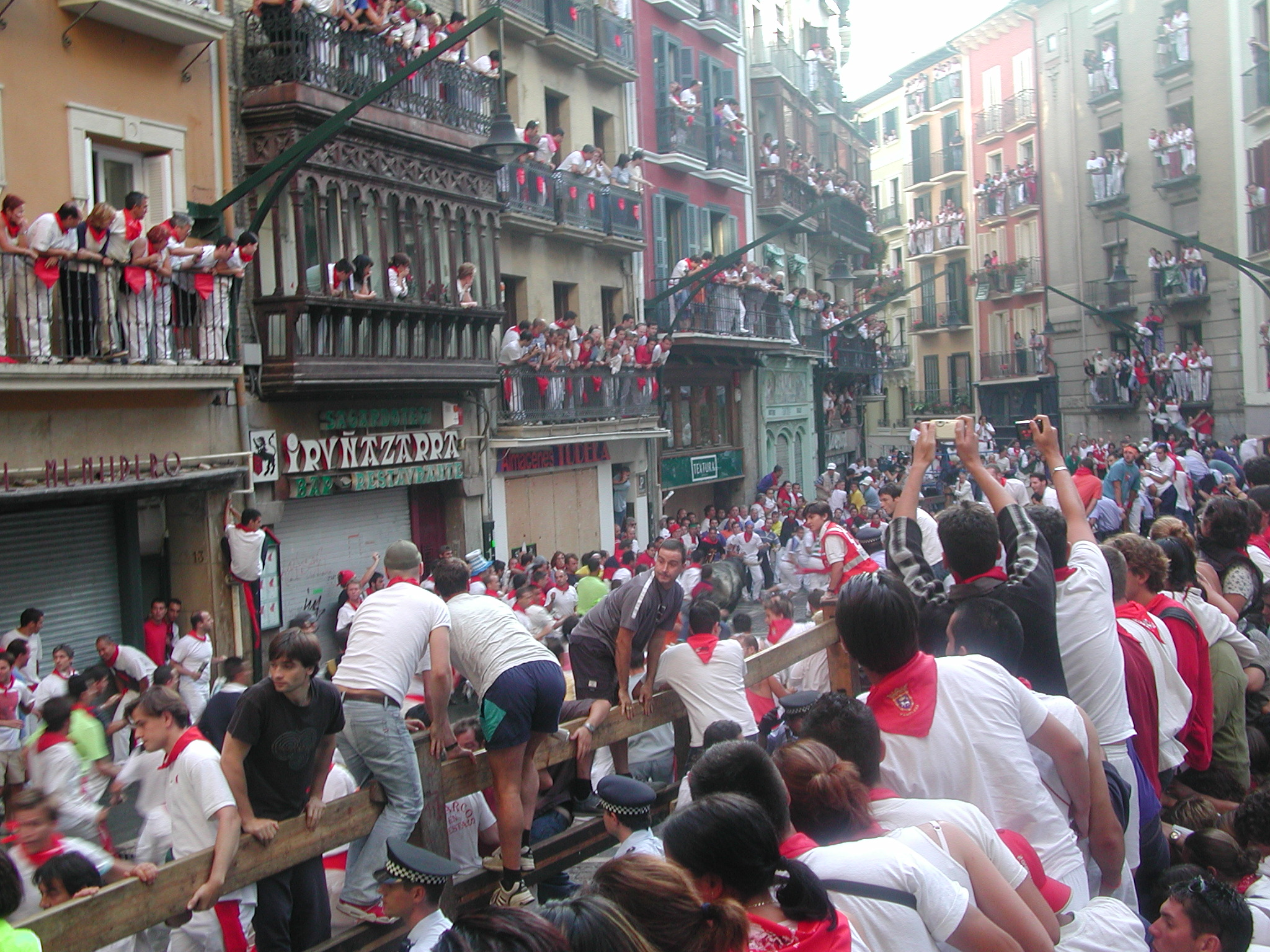
エンシエロを見物する人々

スペインでもっとも人気があるエンシエロはナバーラ州の州都パンプローナのものであり、30年以上にわたってスペインの国営放送であるRTVEが全国放送している。パンプローナのエンシエロはサン・フェルミン祭でもっとも重要な行事であり、7月7日から7月14日の朝8時に毎日開催される。18歳以上であること、牡牛と同じ方向に走ること、牡牛を扇動しないこと、酩酊状態で参加しないことなどの規則が定められている。パンプローナでは、人間が避難するのに十分な二重の木製柵が通りに設置される。この柵は約3,000のパーツからなり、いくつかのパーツは祭礼の期間中はそのまま残されるが、それ以外のパーツは毎朝組み立てられてエンシエロ終了後に解体される。
エンシエロの開始前、参加者は壁に設置された聖フェルミンの像に向かって、讃美歌を3度、それぞれカスティーリャ語とバスク語で歌う。聖フェルミンはパンプローナ市の守護聖人であり祭礼の守護聖人でもある。カスティーリャ語版は「A San Fermín pedimos, por ser nuestro patrón, nos guíe en el encierro dándonos su bendición」（エンシエロの最中に我々を導き、祝福を与えるよう、守護聖人である聖フェルミンに請う）と歌われる。歌手が「ビバ、サン・フェルミン、ゴラ、サン・フェルミン」（ビバはカスティーリャ語、ゴラはバスク語で、それぞれ「サン・フェルミン万歳」の意味）と叫んで讃美歌が終わる。多くの参加者は白色のシャツ・赤色のベルト・赤色のネッカチーフからなる伝統衣装を着用し、牡牛の注意を引くために新聞を握りしめる者もいる。
午前8時ちょうどに第1の花火が打ち上げられ、囲い場のゲートが開かれて闘牛6頭が走りだす。第2の花火は6頭の去勢牛が放たれる合図である。第3の花火と第4の花火は牡牛12頭すべてがパンプローナ闘牛場に入り、エンシエロが終了したことを意味する。第1の花火が打ち上げられてからエンシエロが終了するまでの平均時間は4分間である。群れは6頭の闘牛（主に黒色）と6頭の去勢牛（主に白色と茶色）の計12頭からなり、さらに2分後には3頭の去勢牛が囲いから放たれる。6頭の去勢牛の役目は12頭の群れを誘導することである。群れの平均速度は24km/h（15mil/h）である。
スタート地点の囲い場からゴール地点のパンプローナ闘牛場までは826m（903yd）である。旧市街地の4つの通り（サント・ドミンゴ通り、パンプローナ市庁舎前広場、メルカデレス通り、エスタフェタ通り）、パンプローナ闘牛場に入る前のテレフォニカと呼ばれるセクションを走る。もっともスピードの速い部分はサント・ドミンゴ通りから市庁舎前広場にかけてである。エスタフェタ通りの入口ではしばしば牡牛の群れが分断され、また速度も遅くなる。

#### 負傷者や衛生管理

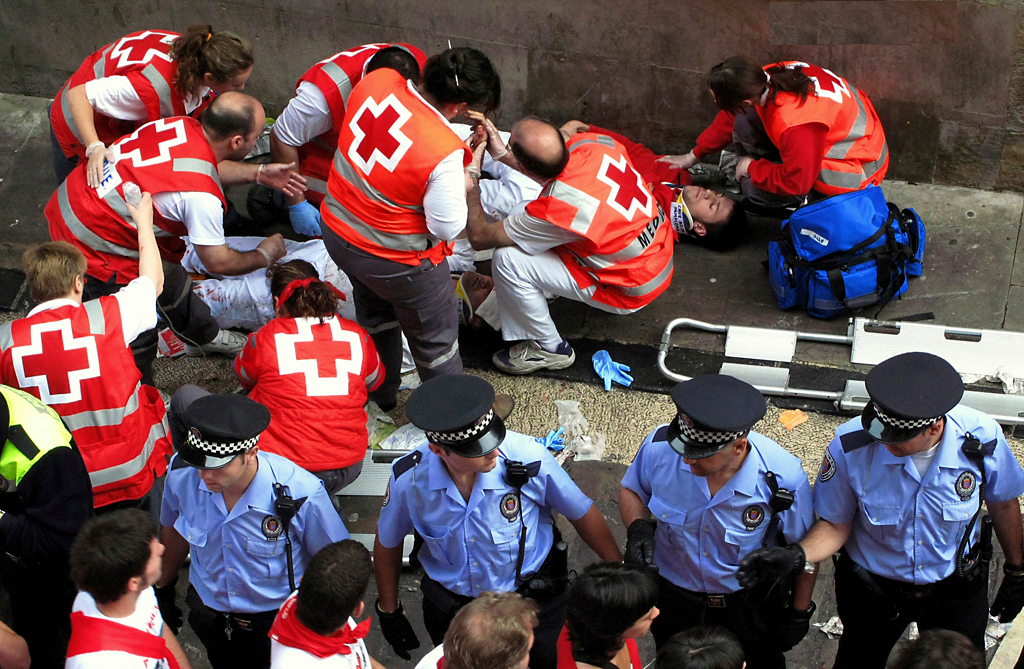
負傷者の手当てをする救護隊

ほとんどの負傷者は転倒による挫傷であり、重傷を負うわけではないものの、毎年200人から300人がエンシエロ中に負傷している。すべての負傷者が病院への搬送を必要としているわけではないが、2013年には50人が救急車でパンプローナ市内の病院に搬送され、この数値は2012年の2倍近くであった。角で突かれることがよく起こるわけではないが、突かれた場合には生命を脅かす恐れがある。2009年は10人、2010年は9人、2011年と2012年は4人、2013年は6人の参加者が祭礼期間中に牡牛に突かれて負傷し、2009年には1人が死亡した。参加者の大部分は男性だが、1974年以来、5人の女性が棒状のもので突かれている。以前は女性の参加が禁止されていた。
負傷者のもうひとつの発生要因は、エンシエロの最終部分である闘牛場の入口付近に参加者が押し寄せることである。この区域は漏斗のように狭まって閉塞が起こり、密集による窒息や転倒による挫傷などの原因となり、また後ろからやってきた牛に突かれることがある。入口付近の閉塞はエンシエロの歴史上少なくとも10回発生しており、最初の閉塞は1878年、直近の閉塞は2013年に起こった。1977年には1人の参加者がこのような閉塞で窒息して死亡した。
1910年に記録が開始されて以来、15人がサン・フェルミン祭のエンシエロ中に死亡しており、彼らの大部分は牛に突かれたことが死因につながっている。負傷の影響を最小限に抑えるため、毎日200人が参加者の救護に協力している。彼らは、平均して50mおきに配置された16か所の救護所に配置され、各救護所には少なくとも医師と看護師が1人ずつ待機している。200人の大部分は主に赤十字社からのボランティアである。救護所に加えて、約20台の救急車が待機している。この組織は牛に突かれた参加者が容体を安定させて10分以内に病院に搬送されることを可能にしている。
| #  | 開催年 | 年齢/性別 | 出身地                                 | 発生場所             | 死因                 |
| -- | ------ | --------- | -------------------------------------- | -------------------- | -------------------- |
| 1  | 1924年 | 22歳男性  | ナバーラ州                             | テレフォニカ         | 牛に突かれたこと     |
| 2  | 1927年 | 34歳/男性 | ナバーラ州                             | パンプローナ闘牛場   | 牛に突かれたこと     |
| 3  | 1935年 | 29歳/男性 | サン・ルイス・ポトシ                   | パンプローナ闘牛場   | 牛に突かれたこと     |
| 4  | 1947年 | 37歳/男性 | ナバーラ州                             | エスタフェタ通り     | 牛に突かれたこと     |
| 5  | 1947年 | 23歳/男性 | ナバーラ州                             | パンプローナ闘牛場   | 牛に突かれたこと     |
| 6  | 1961年 | 32歳/男性 | ナバーラ州                             | サント・ドミンゴ通り | 牛に突かれたこと     |
| 7  | 1969年 | 45歳/男性 | ナバーラ州                             | サント・ドミンゴ通り | 牛に突かれたこと     |
| 8  | 1974年 | 18歳/男性 | ナバーラ州                             | テレフォニカ         | 牛に突かれたこと     |
| 9  | 1975年 | 41歳/男性 | ナバーラ州                             | パンプローナ闘牛場   | 牛に突かれたこと     |
| 10 | 1977年 | 17歳/男性 | ナバーラ州                             | パンプローナ闘牛場   | 将棋倒しによる窒息死 |
| 11 | 1980年 | 26歳/男性 | ナバーラ州                             | 市庁舎前広場         | 牛に突かれたこと     |
| 12 | 1980年 | 29歳/男性 | エストレマドゥーラ州, バダホス         | パンプローナ闘牛場   | 牛に突かれたこと     |
| 13 | 1995年 | 22歳/男性 | イリノイ州                             | 市庁舎前広場         | 牛に突かれたこと     |
| 14 | 2003年 | 63歳/男性 | ナバーラ州                             | メルカデレス通り     | 牛の角が当たったこと |
| 15 | 2009年 | 27歳/男性 | マドリード州, アルカラ・デ・エナーレス | テレフォニカ         | 牛に突かれたこと     |

#### メディアへの登場

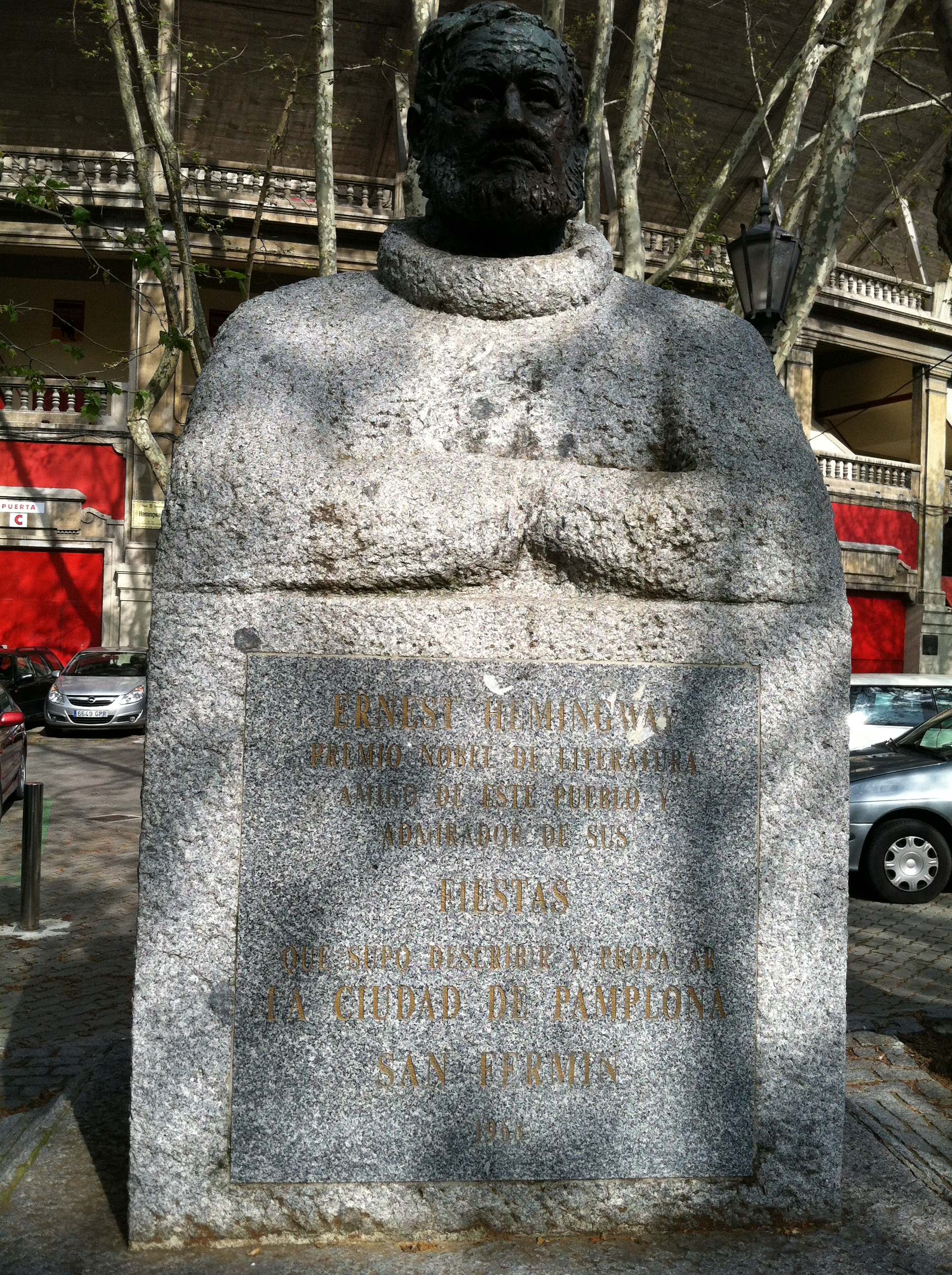
パンプローナにあるヘミングウェイの石像

パンプローナのエンシエロは、文学作品、テレビ番組、広告などで何度も描かれている。1899年、「映画の父」と呼ばれるルイ・リュミエールはエンシエロの動画を撮影した。サン・フェルミン祭のエンシエロが世界的に有名になったのは、アメリカ人作家アーネスト・ヘミングウェイの影響である。ヘミングウェイは、1926年に小説『日はまた昇る』を発表し、英語圏でサン・フェルミン祭のエンシエロが知られるようになった。ヘミングウェイは1933年に闘牛の解説書である『午後の死』(英語版)を発表している。
1991年にはビリー・クリスタル監督が映画「シティ・スリッカーズ」でエンシエロを描いた。親友3人組が牛追いツアーに参加し、カウボーイを体験することで本来の自分を見つけようとする。この映画ではクリスタル監督自身が演じたミッチという登場人物が背後から牛に突かれたが、命に影響はなかった。2011年にはボリウッドの映画『人生は二度とない』（ゾーヤー・アクタル監督）にエンシエロが登場した。結婚を間近に控えた親友3人組が独身最後にスペインに旅行し、究極の恐怖を克服するためにエンシエロに参加した。3人は広場で立ち止まったが、その後勇気を奮い立たせて最後まで走り切った。この映画はほぼ全編がスペインロケで撮影されており、サン・フェルミン祭のエンシエロの他に、トマティーナなども登場する。2012年には、コンストラクト・クリエイティヴズによって「Running with the Bulls」というドキュメンタリーが制作され、ジェイソン・ファレルが進行役を務めた。このドキュメンタリーでは、物議を醸すエンシエロの伝統の長所と短所を紹介している。

### パンプローナ以外の都市
スペイン・ナバーラ州・パンプローナのサン・フェルミン祭で行われるエンシエロがもっとも有名であるが、イベリア半島の2ヶ国（スペインとポルトガル）の町や村に加えて、メキシコのいくつかの都市でもエンシエロが行われ、ペルーのトルヒーリョ（サン・ホセ祭）、アメリカのネバダ州・メスキーテ、夏季の南フランスでもエンシエロが行われる。カスティーリャ地方では小規模な祭りでもエンシエロが行われる。
8月末にマドリード近郊のサンスで行われるエンシエロは、スペインではパンプローナに次いで有名なものである。カスティーリャ・イ・レオン州・クエジャルのエンシエロはスペインでもっとも古いとされており、1215年まで遡る記録がある。ポルトガルのセントロ地方・サブガルで行われるエンシエロでは馬が牛の群れを先導する。イングランドのリンカンシャー・スタンフォードでは約700年にわたって祭礼でエンシエロが行われていたが、1837年に禁止された。地元の伝承によると、スタンフォードでのエンシエロの慣習は13世紀初頭のジョン王の時代まで遡ることができるという。

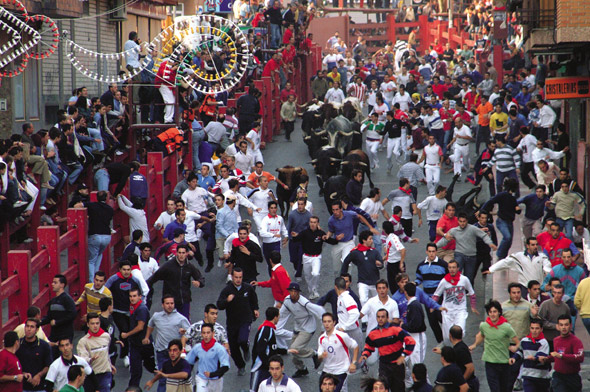
マドリード州サンス
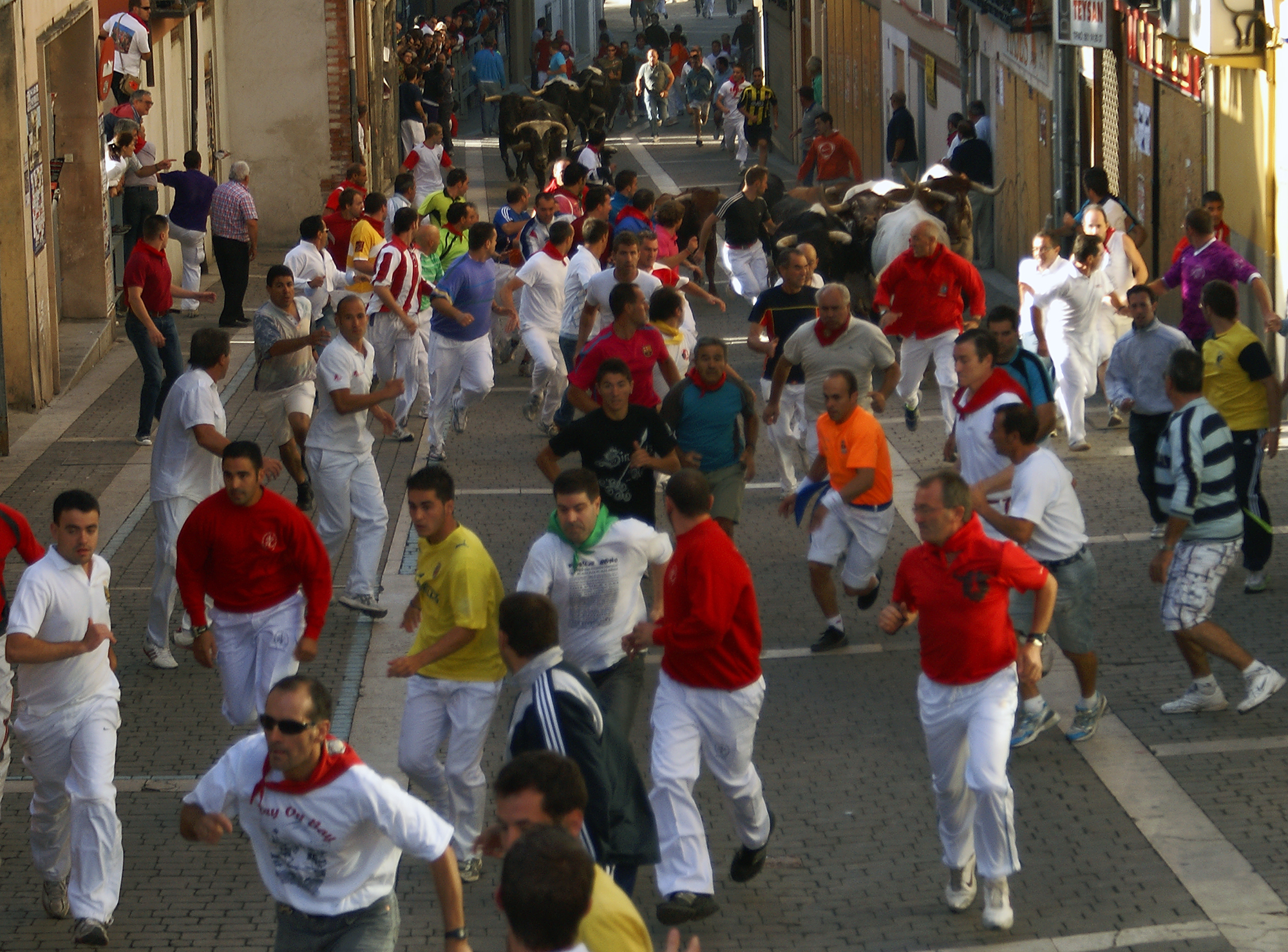
カスティーリャ・イ・レオン州クエジャル
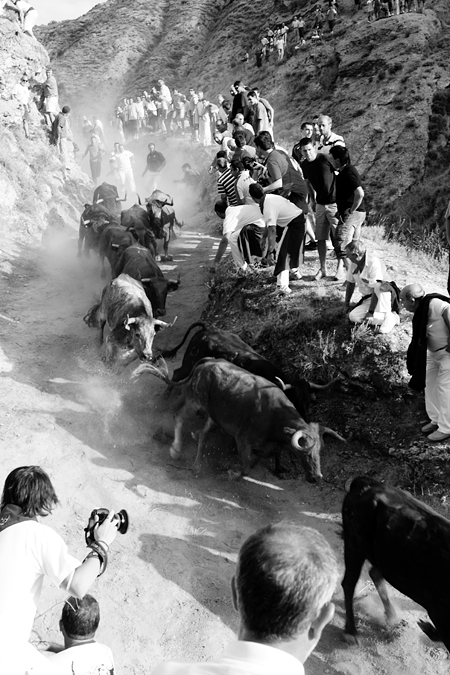
ナバーラ州ファルセス（スペイン語版）
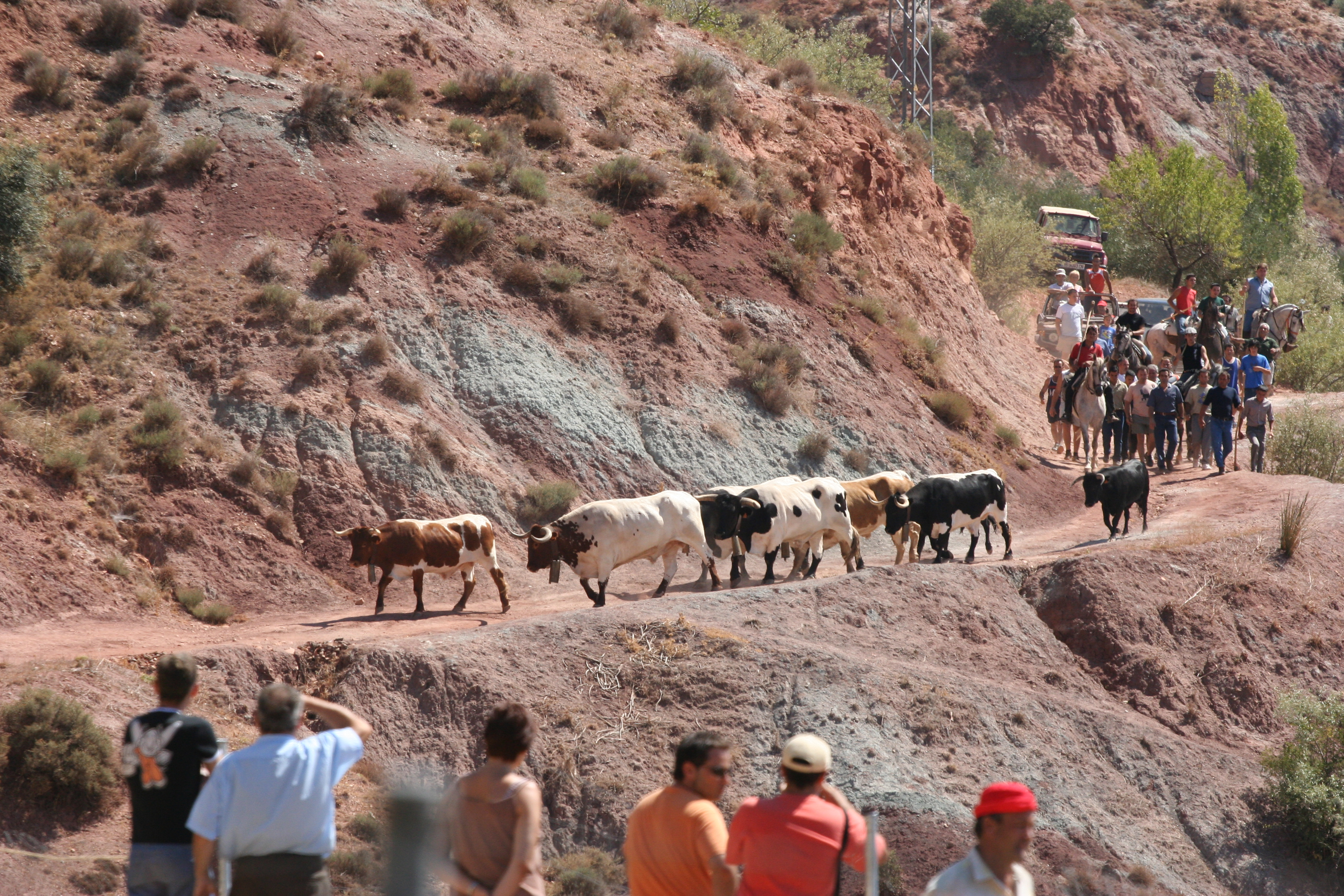
カスティーリャ・ラ・マンチャ州ベガジェラ（スペイン語版）
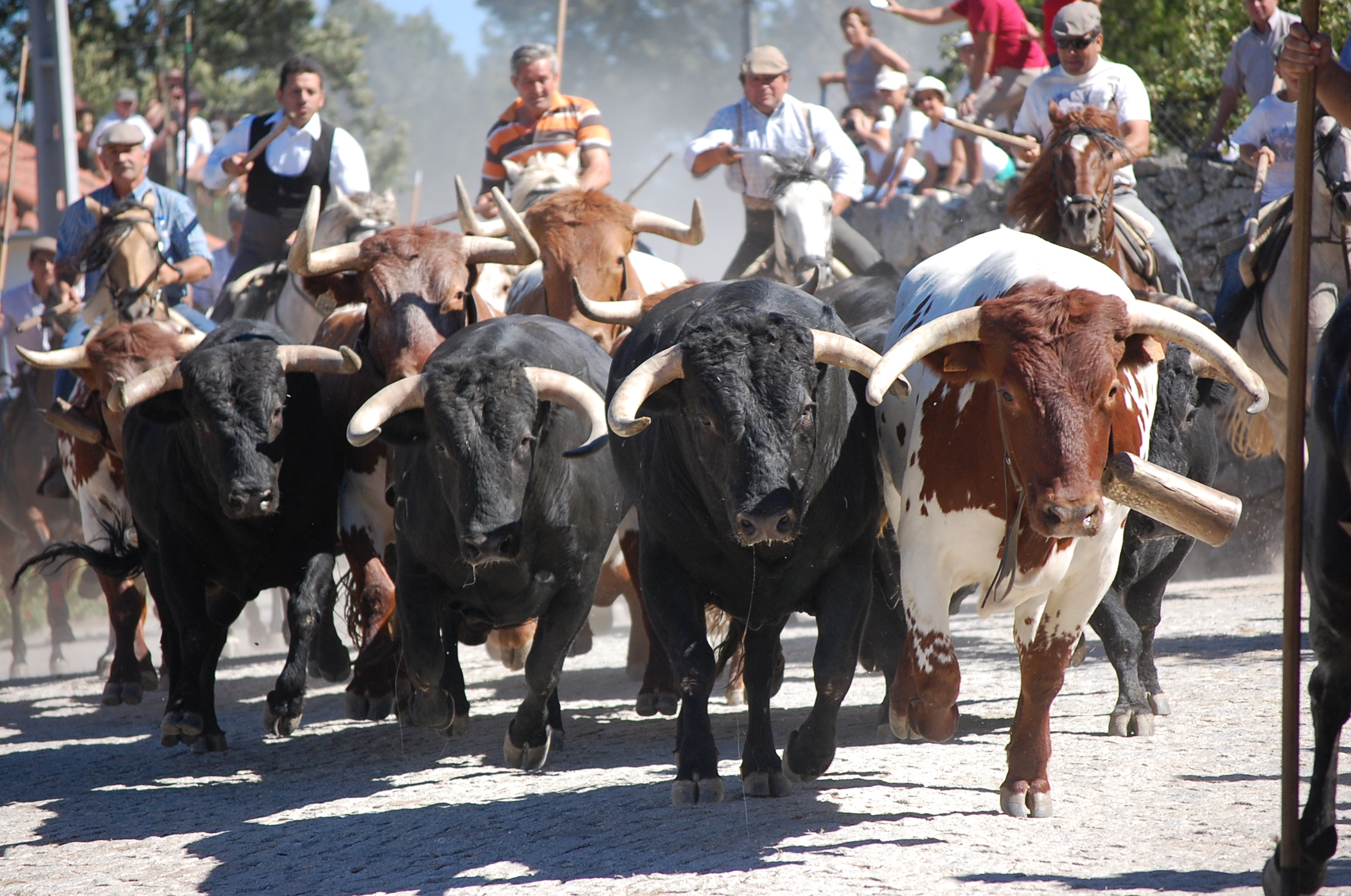
ポルトガル・サブガル（英語版）

## 行事への批判

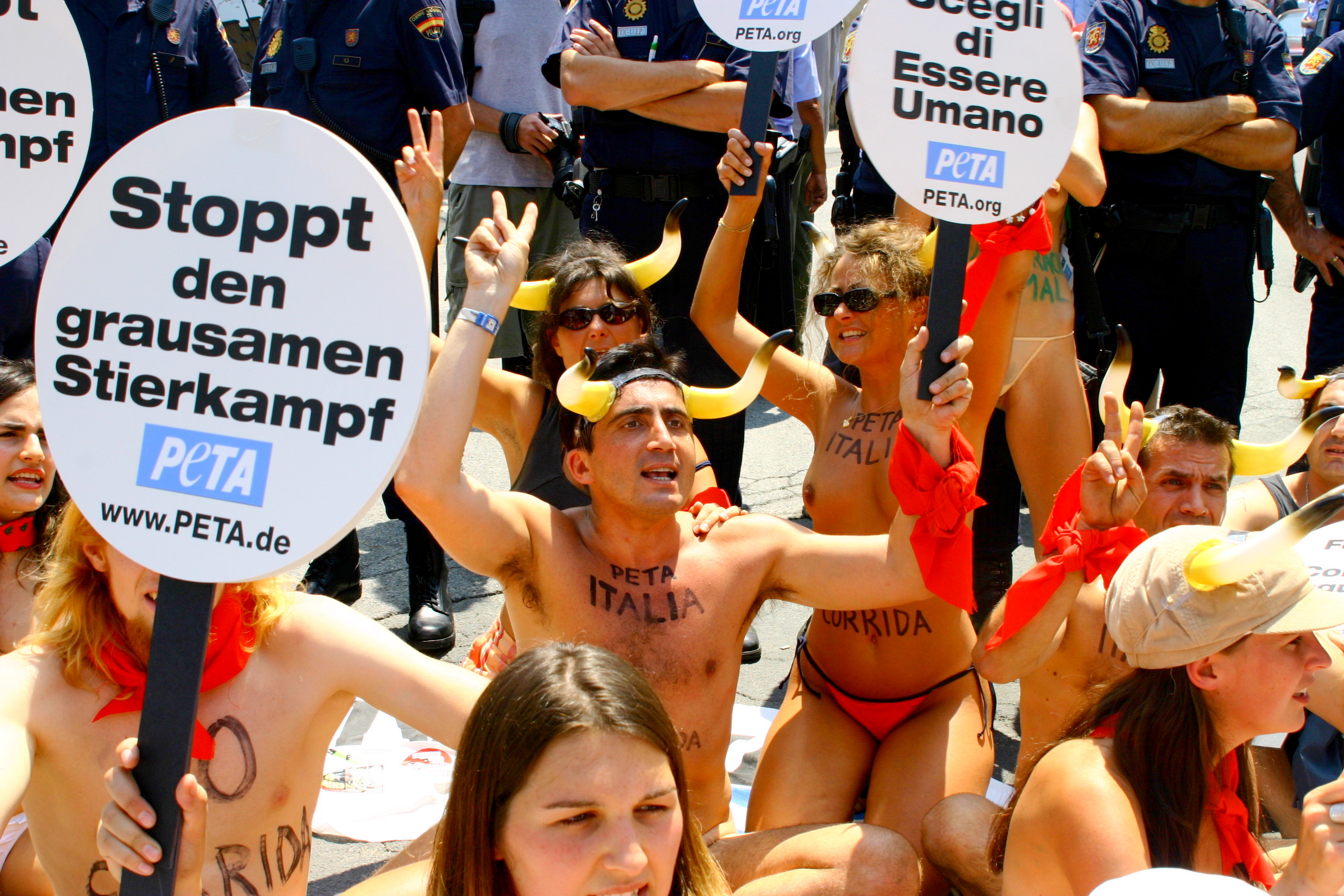
PETAの活動家

多くのアニマル・ライツ運動団体はエンシエロの開催に反対している。動物の倫理的扱いを求める人々の会(PETA)の活動家は、パンプローナのサン・フェルミン祭の開幕日の前に、デモンストレーションとして「ランニング・オブ・ザ・ヌーデス」を行っている。PETAは祭礼と闘牛の際に牡牛が娯楽のために拷問を受けていると主張し、男性は性器にプラスティック製の角（カバー）を付けて、女性は全裸で街路を行進することで主催者に抗議している。
メキシコのサン・ミゲル・デ・アジェンデでもサンミゲラダと呼ばれるエンシエロが行われていたが、イベントに関連する公共障害を理由に2006年から中止されている。サン・ミゲルでのエンシエロが中止された後は、グアナフアト州・サルバティエラが代替となる行事を開催している。この行事はラ・マルケサダと呼ばれ、9月最終週または10月最初週の3日間に開催される。近年、メキシコのエンシエロは多くの批判にさらされている。例えば、アニマル・ポリティコは今日では10人中7人のメキシコ人がエンシエロに反対していると推定しており、メキシコの闘牛は禁止されるべきという世論が形成されていることを示唆している。